# Светозар Прибичевич
Све́тозар Приби́чевич (сербохорв. Светозар Прибићевић/Svetozar Pribićević, нар. 26 жовтня 1875, Хорватська Костайниця — пом. 15 вересня 1936, Прага) — югославський і хорватський політик, партійний діяч. 1903 року очолив Сербську самостійну партію, а 1909 року — Хорватсько-сербську коаліцію. 1919 року заснував Югославську демократичну партію, а 1924 року — Самостійну демократичну партію, яка під його проводом 1927 року утворила Селянсько-демократичну коаліцію з Хорватською селянською партією.
Бувши етнічним сербом, спочатку наполегливо працював над створенням унітарної Югославії. Попри це пізніше став запеклим противником такої самої політики, а також диктатури короля Александра Карагеоргієвича, внаслідок чого помер у вигнанні. 